# Les Poulets
Pour les articles homonymes, voir Poulet et Fuzz.
Pour plus de détails, voir Fiche technique et Distribution.
Les Poulets (Fuzz) est un film américain réalisé par Richard A. Colla en 1972.

## Synopsis
Les inspecteurs Steve Carella, Meyer Meyer, et Bert Kling du 87e District enquêtent pour coincer le responsable (surnommé « Le Sourd ») d'un racket qui vise des personnes de la ville. Le premier chantage est de 5 000 dollars contre la vie d'un responsable de la municipalité. Personne n'y croit guère. Mais la menace est mise à exécution. Pour la victime suivante, la somme est multipliée par dix. Dans cette ambiance, s'ajoutent des affaires de vol et d'attaques contre des SDF. Pire encore, il faut intégrer dans l'équipe une collaboratrice, l'inspecteur Eileen McHenry.

## Fiche technique
- Scénario : Evan Hunter, d'après son roman intitulé La Rousse (Fuzz)
- Production : Jack Farren, Edward S. Feldman (en), Charles H. Maguire, Martin Ransohoff pour Filmways Pictures
- Photographie : Jacques R. Marquette
- Musique : Dave Grusin
- Société de production : Filmways
- Pays : États-Unis
- Langue : anglais
- Couleur : DeLuxe
- Aspect Ratio : 1.85 : 1
- Son : Mono
- Classification : USA : PG
- Genre : Policier
- Durée : 92 min
- Date de sortie : 
  - États-Unis : 14 juillet 1972 (New York)
  - France : 5 juillet 1973[1]

## Distribution
- Burt Reynolds (VF : Denis Savignat) : L'inspecteur Steve Carella
- Jack Weston : L'inspecteur Meyer Meyer
- Tom Skerritt (VF : Michel Paulin) : L'inspecteur Bert Kling
- Raquel Welch (VF : Nicole Favart) : L'inspecteur Eileen McHenry
- Yul Brynner (VF : Michel Gatineau) : Le sourd
- James McEachin : L'inspecteur Arthur Brown
- Dan Frazer : Le lieutenant Byrnes
- Steve Ihnat : L'inspecteur Andy Parker
- Peter Bonerz (VF : Georges Atlas) : Buck
- Cal Bellini : Ahmad
- Stewart Moss : L'inspecteur Hal Willis
- Bert Remsen : Le sergent Murchison
- Charles Tyner (VF : Daniel Gall) : Pete Schroeder
- Norman Burton : Le commissaire principal Nelson
- Gary Morgan : Jimmy
- Charles Martin Smith : Baby
- Don Gordon : Anthony La Bresca

## Production
Le producteur commence par demander à Brian De Palma de réaliser le film. De Palma travaille un moment sur le scénario et prend Burt Reynolds pour le rôle principal. Mais il abandonne le projet quand il voit le producteur engager contre son gré Raquel Welch et Yul Brynner, voulant faire un film proche de MASH dans un commissariat new yorkais ; De Palma est en effet certain qu'avec ces deux acteurs le film ne peut être qu'un « désastre. »